# Raimondo Brenna
Raimondo Brenna (Treviso, 1833 – Roma, 1905) è stato un politico e giornalista italiano.

## Biografia
Giornalista, fu direttore dell'Agenzia Stefani tra il 1861 e il 1865 e poi del quotidiano La Nazione di Firenze dal 12 gennaio 1865 al 1 ° settembre 1869.
Fu deputato della X Legislatura.
Fu sospettato di corruzione, come suo cognato Paolo Fambri, nello scandalo del monopolio dei tabacchi.